# 1332
Évszázadok: 13. század – 14. század – 15. század
Évtizedek: 1280-as évek – 1290-es évek – 1300-as évek – 1310-es évek – 1320-as évek – 1330-as évek – 1340-es évek – 1350-es évek – 1360-as évek – 1370-es évek – 1380-as évek
Évek: 1327 – 1328 – 1329 – 1330 –  1331 – 1332 – 1333 – 1334 – 1335 – 1336 – 1337

## Események

### Határozott dátumú események
- július 13. – Károly Róbert és János cseh király békét kötnek. Holics és Berencs vára visszakerül Magyarországhoz.
- szeptember 27. – A płowcei ütközetben a lengyeleknek sikerül legyőzni és visszaszorítani a Kujawyt még az előző évben megszálló német lovagokat.
- november 7. – Luzern csatlakozik a Svájci Konföderációhoz.

### Határozatlan dátumú események
- az év elején – II. Andronikoszt fia, II. Manuél követi a Trapezunti Császárság trónján.
- augusztus – II. Manuélt II. Alexiosz fia, I. Baszileiosz követi a Trapezunti Császárság trónján, aki 1340-ig uralkodik.

## Születések
- június 15. – V. Ióannész bizánci császár († 1391).
- december 26. – István herceg († 1354)

## Halálozások
- február 13. – II. Andronikosz bizánci császár (* 1259).